# 降临 (电影)
是一部於2016年上映的美國科幻劇情片，由丹尼·維勒納夫執導，艾瑞克·赫瑟勒撰寫劇本，改編自 1998 年姜峯楠的短篇小說《你一生的故事》（Story of Your Life）。電影主演包括艾美·亞當斯、傑瑞米·雷納、科力士·韋德加、麥可·斯圖巴及馬泰。
《天煞異降》2016年9月1日在第73屆威尼斯影展上作全球首映，2016年11月11日在美國及加拿大於派拉蒙電影的IMAX影院上映。全球票房累計為2.03億美元，並因其故事情節、氣氛及艾美·亞當斯的演出而受到好評。電影入选美國電影學會和國家評論協會「2016年十佳電影」之列，並被提名多個獎項，獲得美国编剧工会奖最佳改编剧本和奧斯卡最佳音效剪輯獎。

## 劇情
在一個似乎是回憶的場景中，悲傷萬分的露薏絲·班克斯（艾美·亞當斯 飾）正照看著她在病床上12歲的女兒，她的女兒死於一種無法治療的疾病。
鏡頭轉到現在，露薏絲是名頂尖的多種語言學者並在大學授課。某日，12艘不知從何而來的貝殼狀太空船突然降臨地球，引發人類社會的巨大騷動。其中一艘位於美國蒙大拿州，美國政府派遣一支混合軍人與科學家的團隊駐點調查。陸軍上校韋伯要求露薏絲與物理學家伊恩·唐納利（傑瑞米·雷納 飾）加入團隊，以解構外星人的語言並互相溝通，進而了解他們是誰、來自何處以及為何來到地球，同時也研究他們的科技。
露薏絲與伊恩跟隨團隊進入太空船，與兩個只能看到部分外觀的外星人隔著不明物質做成的屏障接觸。團隊稱那兩個外星人為「七腳（Heptapods）」，伊恩把兩名外星人分別暱稱作「阿博特（Abbott）」和「科斯特洛（Costello）」。露薏絲意識到，兩個外星人的口語差距很大，地球人很難發現其中的規律并掌握，於是她開始試探外星人的書面語是否統一，進而得知外星人書面語統一且是種複雜的圓形符號，於是她開始學習那些符號。隨著她逐漸熟悉外星文字，她開始產生幻相，自己與一名似乎是她女兒的小女孩親暱互動。
隨著世界局勢越來越動盪不安，各國間的試探猜忌也逐漸加深，露薏絲被指示要在仍未精確了解對方文字涵義的情況下直接問外星人來地球的目的，外星人的回答似乎是「提供武器」，而其它國家翻譯為「使用武器」。由於擔憂外星人是在教唆不同人類國家互相殘殺，導致各國決定關閉彼此間的通訊網，以中國解放軍主席沈將軍為首的強硬派更主張應該消滅這些可能來者不善的外星人，以保障人類的安危。然而，露薏絲卻認為那個被解作「武器」的符號可能有另一個意思，比如「工具」或「技術」。
一些私自行事的美軍士兵在太空船內放置了定時炸彈，不知情的露薏絲和伊恩重新進入太空船跟「阿博特」和「科斯特洛」溝通，並重新詢問了他們他們來此的目的，外星人回答的文字包含「訪客、朋友、七腳、提供、給予、捐贈、使用、科技、工具」，可解讀為「訪客朋友七腳來此捐贈人類使用科技的工具」。外星人突然給他們一個範圍更大、更複雜的訊息，隨後「卡斯提洛」離開了。當發生爆炸時，「阿波特」把露薏絲和伊恩從太空船裡彈出，使他們免受爆炸傷害。事件發生後，駐點團隊被美國政府指示撤離營地，因為那時太空船已上升到無法接觸的高空。伊恩解讀出爆炸前獲得的大量訊息跟空間概念有關，其所要表達的是這艘太空船隻是1/12 ，他跟露薏絲認為外星人一定是希望人類各國彼此團結合作。
此時，沈將軍通知全世界，中國的軍隊正準備攻擊在上海的外星飛船，俄羅斯也打算跟進使用武力。露薏絲被外星人派遣小型移動艙單獨迎接進入太空船，她不再隔著屏障接觸對方，而是面對面地看到了「科斯特洛」的全貌，他用符號告訴她「阿波特」被爆炸波及，已經死亡。露薏絲問及幻相小女孩，「科斯特洛」說，她所見到的的「幻相」就是「未來」。「科斯特洛」解釋，他們來到地球目的分享他們的文字給人類作為「禮物」，這就是他們所指的「工具」或「技術」，而非「武器」。依據語言相對論，越熟練某門語言則越能以該門語言思考，進而改變自己的思維。七腳的文字可以改變心靈思維，最終改變對時間的感知，甚至得以「預見未來」。「科斯特洛」告訴露薏絲3000年後的未來，他們種族會需要人類的幫助以作為分享文字的回報，這就是他們來地球的目的。「科斯特洛」要求露薏絲利用她的「武器」——她看得到未來的能力，來解決現在的局面。
露薏絲返回正在撤離的營地後，有了一個新的幻相。幻相的情景發生18個月後，她在聯合國的晚宴上接受沈將軍的感謝，沈將軍告訴露薏絲她說服了他停止攻擊，促使人類團結起來互相交流分享。他說露薏絲當時撥通了他的私人電話聯繫到他本人，同時沈將軍給她看她當時撥通的號碼，他說他知道他一定要這樣做但不知道原因。露薏絲了解幻相要傳達的意思，於是盜用了營地的衛星電話致電沈將軍，當她為自己不知道該說甚麼著急時，她的幻相持續出現。沈將軍進一步說明露薏絲是假借他的亡妻託夢給她並以國語覆述他妻子臨終的遺言而成功說服了他，同時在她耳邊重念了整段話的內容。於是，露薏絲把在幻相中聽到的話（“... 戰爭不成就英雄，只會留下孤兒寡母。”）念給沈將軍聽。最後，沈將軍的攻擊計劃臨時終止，接著以中國主動分享其所擁有的七腳資訊為首，所有國家陸續恢復聯絡互相分享交流，各地的外星飛船也同時從地球上升空消失。
片尾，伊恩向露薏絲表白他對她的愛，露薏絲跟著預見了伊恩將會成為她幻相中的女兒漢娜的父親，她也預見了漢娜會在12歲時因不治之症死去。露薏絲會在漢娜8歲時告訴伊恩這個事實，而伊恩無法承受悲痛將會失去女兒，將會指責露薏絲不該明知結局還彼此結合生下漢娜，更因此離她們母女而去。露薏絲也問伊恩，若已知未來一生，會不會做出改變，伊恩則答會更用盡全力表達自己的情感與想法。
最後露薏絲在伊恩的擁抱中，預見了伊恩會在兩人攜手共度人生時問她是否想要個孩子，她回答說好。

## 演員
- 艾美·亞當斯 飾 露薏絲·班克斯博士（Dr. Louise Banks）：語言學家，精通多國語言。
- 傑瑞米·雷納 飾 伊恩·唐納利（Ian Donnelly）：軍事理論物理學家。
- 佛瑞斯·惠特克 飾 韋伯上校（Colonel Weber）：美國軍方代表。
- 麥可·斯圖巴 飾 哈柏恩探員（Agent Halpern）
- 馬泰 飾 沈將軍（General Shang）
- 馬克·歐布萊恩（英语：Mark O'Brien (actor)） 飾 馬克斯上尉（Captain Marks）

## 製作
導演丹尼·維勒納夫一直希望製作一齣科幻電影，雖然他「從沒找到對的東西」。與此同時，編劇艾瑞克·赫瑟勒多年來一直沒有成功地為姜峯楠的短篇小說《你一生的故事》作出改編，到監製肖恩·利维等人接觸他前，他已在很大程度上放棄了這個想法。然而，肖恩·利维等人向導演丹尼·維勒納夫推介這個短篇小說，雖然維勒納夫正拍攝《罪迷宮》，意味著他沒有時間合適地把它改編作劇本。監製等人取得第一稿後，導演後來重做為一個完整的劇本。雖然導演記得數百個有可能的電影名稱，但他最終改變了標題，沿用團隊第一個建議的，部分是因為劇本從短篇故事離題甚遠，以及聽起來更似是浪漫喜劇。
2012年11月，姜峯楠的短篇小說《你一生的故事》計劃改編成電影，為FilmNation Entertainment製作。派拉蒙宣布，它們已於2014年5月收購了北美發行權。傑瑞米·雷納於2015年3月6日加入劇組，與艾美·亞當斯共同主演，飾演幫助與外星人交流的物理學教授。2015年4月，佛瑞斯·惠特克簽約參演，而麥可·斯圖巴則於6月加入飾演一名CIA探員。語言學教授謝茜嘉·庫恩被邀協助艾美·亞當斯飾演角色。

### 拍攝
2015 年 6 月 7 日在加拿大魁北克省的蒙特利爾，就在傑瑞米·雷納完成《美國隊長3：英雄內戰》後開始拍摄。
電影劇本的語言使用了由藝人瑪蒂妮·貝特朗（美術指導帕特里斯·弗米特的妻子），是根據劇本作者的原本概念。史蒂芬·沃爾夫勒姆及基斯杜化·沃爾夫勒姆分析了它來為電影中露薏絲的工作提供了基礎。劇組諮詢了麥基爾大學的三位語言學家，而電影中的外星人聲音檔案是由語音學專家摩根‧松德創建出來的。麗莎·特拉維斯被諮詢為主角的工作場所的設計。加拿大調查委員會的謝茜嘉·庫恩，在語法和土著語言中，在劇本修訂和完成期間諮詢了她的語言學專業知識。

## 市場營銷
首支預告片於2016年8月在網上釋出。派拉蒙影業發布了一系列幽浮登陸各國的海報來宣傳，其中一張是幽浮登陸於香港，但圖中卻將上海的東方明珠塔誤植在其中。這種錯誤引起了香港網友的不滿。派拉蒙發表聲明表示這都歸因於海報設計商BLT Communications的疏失。之后，电影制作方再次发布了中国版的电影官方海报，但背景不再是香港的维港，而是把UFO的降落地点彻底换在了上海的陆家嘴。

## 發行
電影最先於 2016 年 9 月 1 日在第73屆威尼斯影展上作全球首映，並也於2016年多倫多國際影展、特柳賴德影展與倫敦影展上展出。該片定於 2016 年 11 月 11 日在美國廣泛上映。

### 評價
爛番茄根據438條評論，新鮮度95%，平均得分8.4／10。Metacritic得分81（滿分100），獲得一致好評。根據CinemaScore調查，在A+至F間，觀眾的平均評價落在「B」。主要受影評人稱讚劇情和細節上的精心安排，以及演員們的精彩演出。
2023年8月，本片在爛番茄整理「2010年代最佳50部科幻片」的排行榜，位居第3名。爛番茄滿25週年特別專題中，本片在該站名列「影評家選出過去25年的最佳電影」排行榜第25名。

### 票房
在美國，分析師估計《異星入境》能在首週末從兩千兩百間戲院中獲得1700萬美元的票房，儘管片商保守估計為 1200 萬至 1500 萬美元。週四晚上，電影從一千九百四十四間戲院中獲得 140 萬美元的票房。美國首週末獲得 2400 萬美元的票房，位居當週票房排名第三。
中国大陆获得 1.09 亿人民币。

## 奖项
| 第89屆奧斯卡金像獎   | 最佳影片             | 《異星入境》                                              | 提名 |
| 第89屆奧斯卡金像獎   | 最佳導演             | 丹尼·維勒納夫                                             | 提名 |
| 第89屆奧斯卡金像獎   | 最佳改編劇本         | 艾瑞克·赫瑟勒                                             | 提名 |
| 第89屆奧斯卡金像獎   | 最佳攝影             | 布萊福德·楊                                               | 提名 |
| 第89屆奧斯卡金像獎   | 最佳剪輯             | 喬·沃克                                                   | 提名 |
| 第89屆奧斯卡金像獎   | 最佳美術設計         | 派崔斯·佛麥特、保羅·哈特                                  | 提名 |
| 第89屆奧斯卡金像獎   | 最佳音效剪輯         | 西爾萬·貝勒梅爾                                           | 獲獎 |
| 第89屆奧斯卡金像獎   | 最佳混音             | 伯納德·蓋瑞皮·施特羅布爾、克拉德·拉·海耶                  | 提名 |
| 第70屆英國電影學院獎 | 最佳電影             | 《異星入境》                                              | 提名 |
| 第70屆英國電影學院獎 | 最佳導演             | 丹尼·維勒納夫                                             | 提名 |
| 第70屆英國電影學院獎 | 最佳女主角           | 艾美·亞當斯                                               | 提名 |
| 第70屆英國電影學院獎 | 最佳改編劇本         | 艾瑞克·赫瑟勒                                             | 提名 |
| 第70屆英國電影學院獎 | 最佳攝影             | 布萊福德·楊                                               | 提名 |
| 第70屆英國電影學院獎 | 最佳剪輯             | 喬·沃克                                                   | 提名 |
| 第70屆英國電影學院獎 | 最佳原創配樂         | 約翰·約翰森                                               | 提名 |
| 第70屆英國電影學院獎 | 最佳音效             | 西爾萬·貝勒梅爾、伯納德·蓋瑞皮·施特羅布爾、克拉德·拉·海耶 | 獲獎 |
| 第70屆英國電影學院獎 | 最佳視覺效果         | 路易·莫林（Louis Morin）                                  | 提名 |
| 第74屆金球獎         | 剧情类电影最佳女主角 | 艾美·亞當斯                                               | 提名 |
| 第74屆金球獎         | 最佳原創配樂         | 約翰·約翰森                                               | 提名 |

## 外部連結
- 互联网电影数据库（IMDb）上《異星入境》的资料（英文）
- 爛番茄上《異星入境》的資料（英文）
- Box Office Mojo上《異星入境》的資料（英文）
- Metacritic上《異星入境》的資料（英文）
- 開眼電影網上《異星入境》的資料（繁體中文）
- AllMovie上《異星入境》的资料（英文）
- 时光网上《異星入境》的資料（简体中文）
- 豆瓣电影上《異星入境》的資料 （简体中文）